# Giovanni Battista Calandra
Giovanni Battista Calandra (Vercelli, 1586 - ca. 1644) was een Italiaans mozaïekkunstenaar, actief in het Vaticaan.
Calandra werd geboren in de Noord-Italiaanse stad Vercelli. Na de dood van zijn vader in 1902 vertrok hij naar Rome, waar hij in de leer ging bij Marcello Provenzale. Hij hielp zijn leermeester bij het restaureren van oude mozaïeken. 
Tijdens het pontificaat van paus Urbanus VIII besloot men vanwege de vochtigheid in de Sint-Pietersbasiliek de belangrijkste schilderijen te vervangen door kopieën in mozaïek. Dit werd eerst door Provenzale gedaan en later door Calandra, die in 1629 tot officieel restaurateur van de Sint-Pietersbasiliek werd benoemd. Guido Ubaldo Abbatini assisteerde hem bij de versiering van de fries van de kapel van de Madonna. 
Na Calandra's dood rond 1644 voltooide Abbatini het werk op basis van de tekeningen van Calandra.